# 2-ро основно училище „Иван Вазов“ (Провадия)
2-ро основно училище „Иван Вазов“ е основно училище в град Провадия, област Варна. То е основано през 1964 г. Патрон на училището е Иван Вазов. Разположено е на адрес: ул. „Дунав“ № 17. Учебното заведение разполага с: два компютърни кабинета; специализирани кабинети по физика, химия, география и икономика, биология, история; кабинети по изобразително изкуство и музика; два кабинета за изучаване на чужди езици; медицински и логопедичен кабинет; библиотека, музейна експозиция и административни помещения; просторен двор със спортни площадки и кът за отдих със зеленина. Директор на училището е Милена Иванова.